# Crasna (okręg Sălaj)
Crasna (węg. Kraszna) – wieś w Rumunii, w okręgu Sălaj, w gminie Crasna. W 2011 roku liczyła 4463 mieszkańców.